# Cittadella
Cittadella is een stad in de Italiaanse regio Veneto en behoort tot de provincie Padua.

## Geschiedenis
Deze plaats nabij de river de Brenta werd al in de Bronstijd bewoond. Gedurende de Romeinse tijd was het een agrarische nederzetting aan de belangrijke weg Via Postumia, die Genua met Aquileia verbond.
De stad kwam pas echt tot bloei in de middeleeuwen. In de 12e en 13e eeuw voerde Padua een agressief beleid om het grondgebied te vergroten en kwam hierdoor in conflict met Treviso en Vicenza. Bij de Brenta werd strijd geleverd en de opkomst van Cittadella is hiermee nauw verbonden. In 1220 werd Cittadella voorzien van een robuuste cirkelvormige stadsmuur, toen nog van hout en later herbouwd in steen, die de stad heden ten dage nog omringt. De stadsmuur heeft een lengte van 1461 meter, is 12 meter hoog en telt 32 torens. De huidige muren zijn ruim twee meter dik en de hele stadsmuur is omgeven door een natte gracht. Er lagen ophaalbruggen voor de poorten, maar deze zijn allemaal vervangen door vaste bruggen van steen. 
In 1406 werd Cittadella deel van de Republiek Venetië en dit bleef zo tot 1797. In een militaire campagne viel de plaats in dat laatste jaar in handen van het Franse leger onder leiding van Napoleon Bonaparte. Tijdens het Congres van Wenen in 1815 werd de stad toegewezen aan Oostenrijk en dit bleef zo tot 1866. Na de Risorgimento behoort het tot Italië en maakt onderdeel uit van de provincie Padua.
Het historisch centrum is toegankelijk via vier stadspoorten. De poortnamen duiden op de wegen naar de naburige steden en zijn met de wijzers van de klok mee, Bassano in het noorden, Treviso, Padua en Vizenza. In het centrum ligt het Piazza Pierobon. Hier staat ook de belangrijkste kerk van Cittadella, de Prosdocimo e Donato uit de 16de eeuw.

## Bezienswaardigheden
- Stadsmuur
- Palazzo Pretorio, voormalige huis van de gouverneur en verbouwd tot museum
- Klooster San Francesco
- Duomo di Cittadella, in 1774 besloot het stadsbestuur om de 13e-eeuwse kerk in het centrum af te breken en er een nieuwe en grotere kerk te bouwen. De bouw van de kathedraal duurde ruim 50 jaar van 1774 tot 1826.
- Teatro Sociale, ontworpen door Giacomo Bauto in 1817.

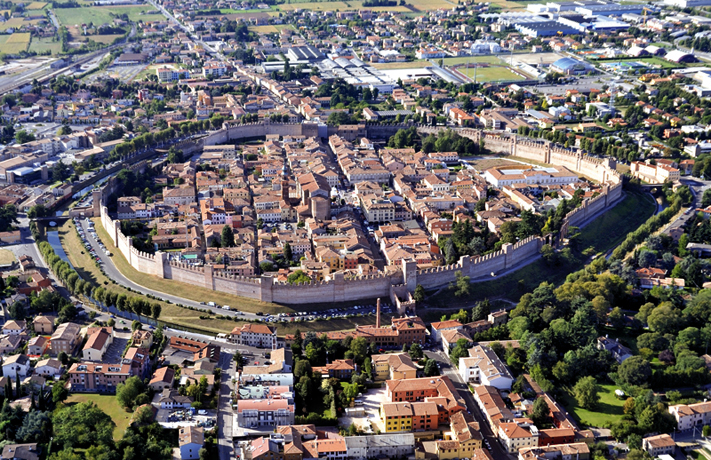
Luchtfoto
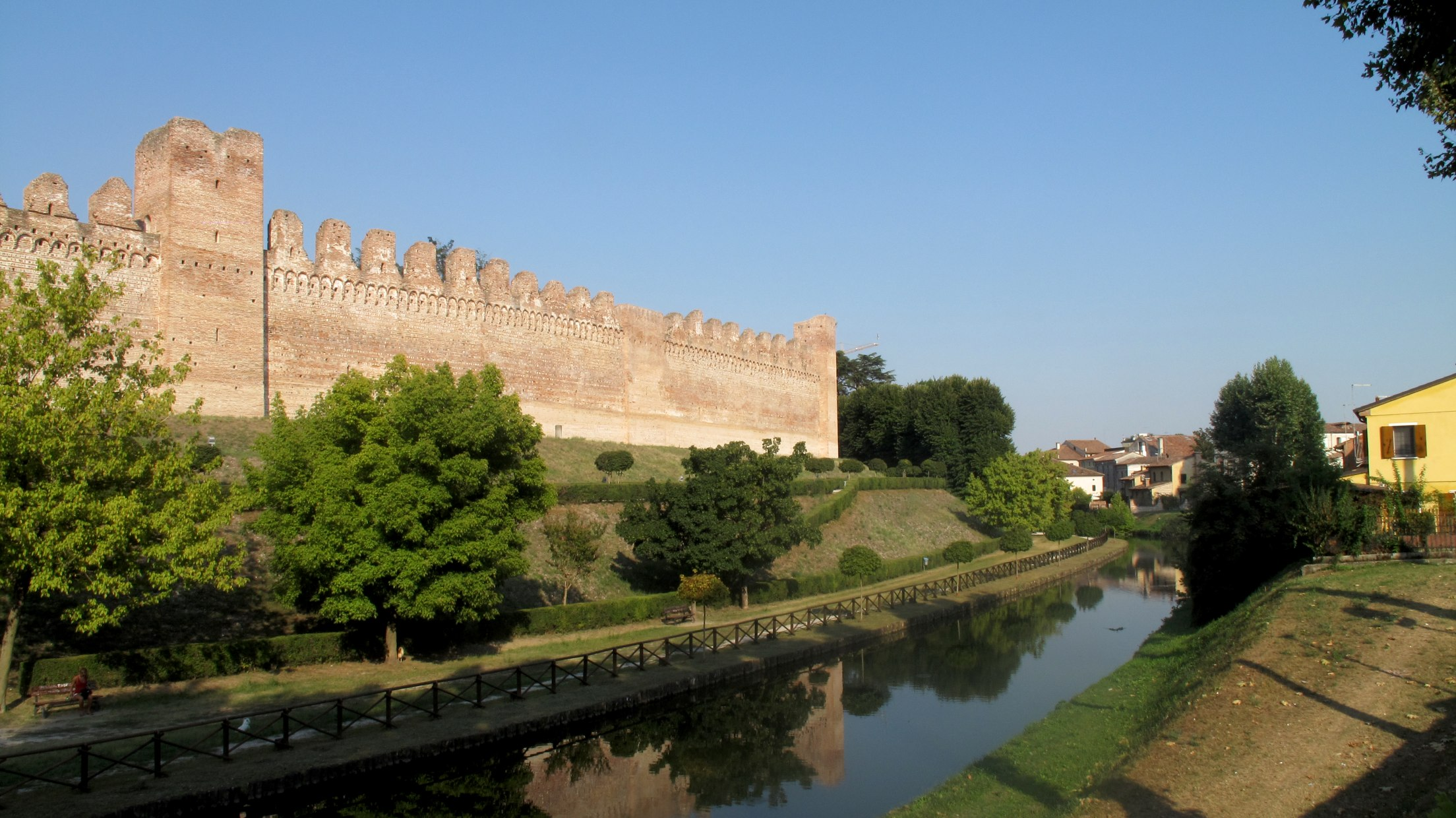
Buitenaanzicht stadsmuur met gracht
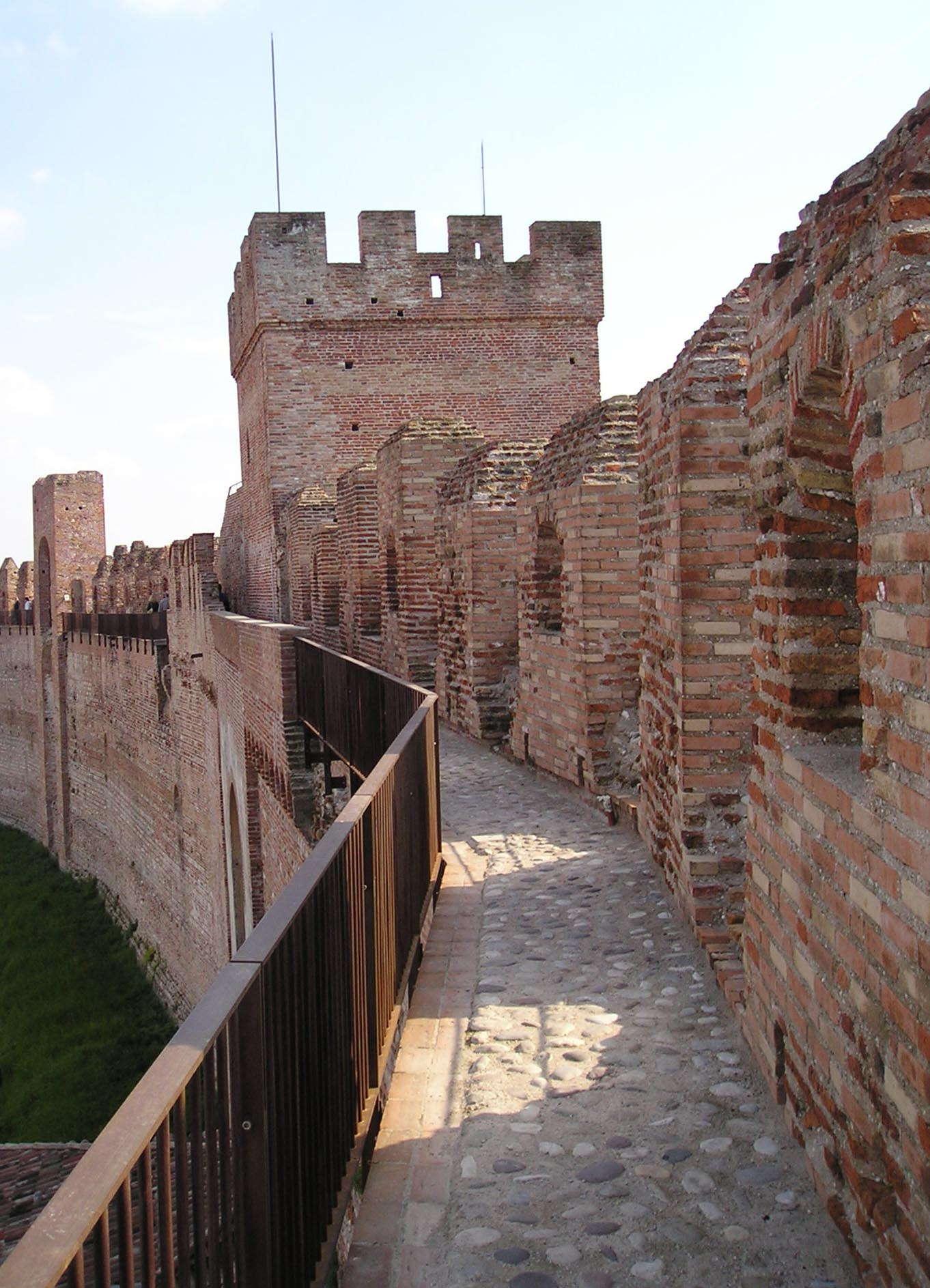
Stadsmuur
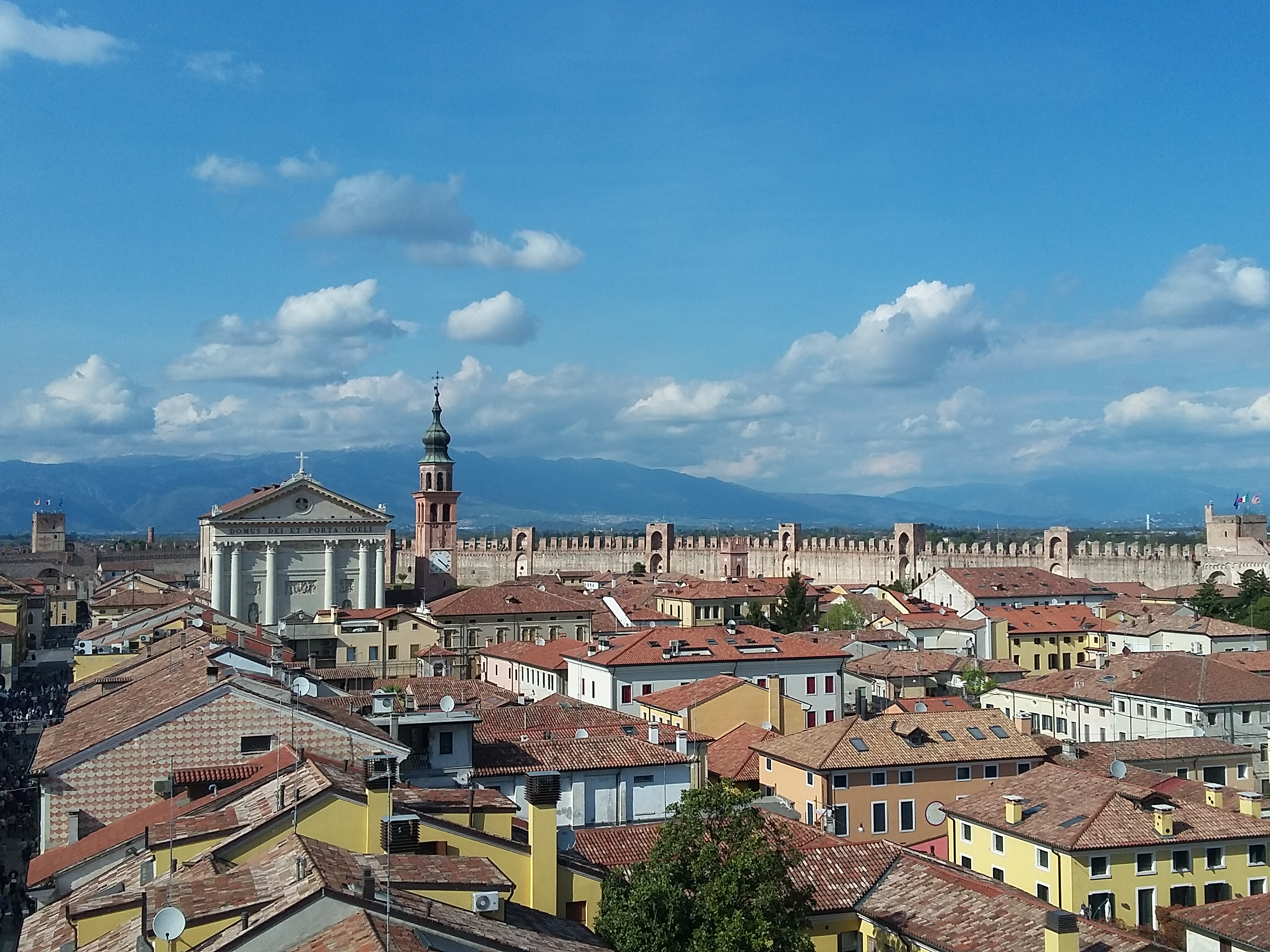
Zicht vanaf de stadsmuur
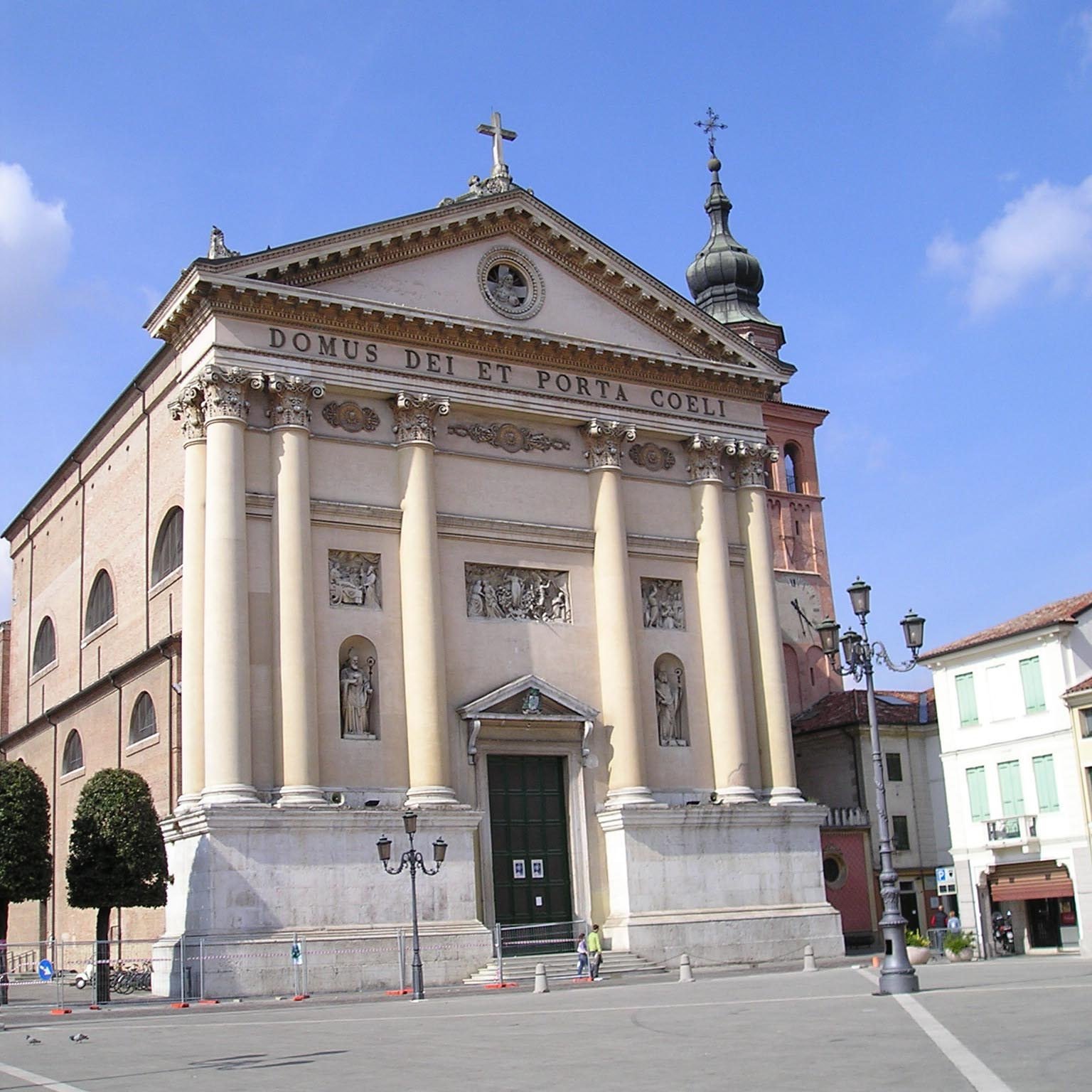
Duomo di Cittadella

## Transport
Cittadella is een belangrijk spoorknooppunt, bij de stad komen de lijnen uit de richtingen Vicenza, Padua, Bassano del Grappa en Treviso samen.

## Sport
AS Cittadella is de professionele voetbalploeg van Cittadella en speelt in het Stadio Pier Cesare Tombolato. 

## Geboren
- Federico Zurlo (24 februari 1994), wielrenner
- Manuel Frigo (18 februari 1997), zwemmer
- Nicolas Dalla Valle (13 september 1997), wielrenner